# Чемпионат мира по шорт-треку среди юниоров 1999
Чемпионат мира по шорт-треку среди юниоров 1999 года проходил с 16-17 января в Монреале (Канада).
Чемпионат включает в себя четыре дистанции — 500, 1000, 1500 и 1500 метров — суперфинал На дистанциях сначала проводятся предварительные забеги, затем лучшие шорт-трекисты участвуют в финальных забегах. Чемпионом мира становится спортсмен набравший наибольшую сумму очков по итогам четырёх дистанций. В случае равенства набранных очков преимущество отдаётся спортсмену занявшему более высокое место в суперфинале на дистанции 1500 м. Также проводятся с 2001 года эстафеты у девушек м у юношей на 2000 м. С 2019 года абсолютный чемпион не разыгрывается.

## Общий медальный зачёт
| Место | Страна           | Золото | Серебро | Бронза | Всего |
| ----- | ---------------- | ------ | ------- | ------ | ----- |
| 1     | Республика Корея | 4      | 3       | 3      | 10    |
| 2     | США              | 2      | 2       | 0      | 4     |
| 3     | Канада           | 1      | 1       | 4      | 6     |
| 4     | Италия           | 1      | 1       | 1      | 3     |
| 5     | Нидерланды       | 0      | 1       | 0      | 1     |

## Медалисты

### Юноши
| Дисциплина        | Золото                       | Серебро                      | Бронза                      |
| ----------------- | ---------------------------- | ---------------------------- | --------------------------- |
| 500 м             | Франсуа-Луи Трамбле Канада   | Антон Аполо Оно США          | Эндрю Лэйхи Канада          |
| 1000 м            | Антон Аполо Оно США          | Расти Смит США               | Франсуа-Луи Трамбле Канада  |
| 1500 м            | Ан Джун Хён Республика Корея | Никола Родигари Италия       | Ё Джун Хён Республика Корея |
| 1500 м суперфинал | Антон Аполо Оно США          | Ан Джун Хён Республика Корея | Никола Родигари Италия      |
| Многоборье        | Антон Аполо Оно США          | Ан Джун Хён Республика Корея | Франсуа-Луи Трамбле Канада  |

### Девушки
| Дисциплина        | Золото                        | Серебро                       | Бронза                       |
| ----------------- | ----------------------------- | ----------------------------- | ---------------------------- |
| 500 м             | Марта Капурсо Италия          | Мари-Ив Дроле Канада          | Чу Мин Джин Республика Корея |
| 1000 м            | Ким Мун Джун Республика Корея | Чу Мин Джин Республика Корея  | Чон Да Хе Республика Корея   |
| 1500 м            | Чу Мин Джин Республика Корея  | Даниэла Молиндейк Нидерланды  | Мари-Ив Дроле Канада         |
| 1500 м суперфинап | Ким Мун Джун Республика Корея | Чу Мин Джин Республика Корея  | Даниэла Молиндейк Нидерланды |
| Многоборье        | Чу Мин Джин Республика Корея  | Ким Мун Джун Республика Корея | Марта Капурсо Италия         |